# Back to Mystery City
Back to Mystery City es el cuarto álbum de estudio de la banda de rock finlandesa Hanoi Rocks, publicado en 1983 y producido por Dale Griffin y Peter Watts, miembros de Mott the Hoople.

## Lista de canciones
| N.º | Título                             | Escritor(es)               | Duración |  |
| 1.  | «Strange Boys Play Weird Openings» | Andy McCoy                 | 0:42     |  |
| 2.  | «Malibu Beach Nightmare»           | Andy McCoy                 | 2:46     |  |
| 3.  | «Mental Beat»                      | Andy McCoy                 | 5:04     |  |
| 4.  | «Tooting Bec Wreck»                | Andy McCoy                 | 6:11     |  |
| 5.  | «Until I Get You»                  | Andy McCoy                 | 4:37     |  |
| 6.  | «Sailing Down the Tears»           | Andy McCoy                 | 4:09     |  |
| 7.  | «Lick Summer Love»                 | Andy McCoy                 | 4:21     |  |
| 8.  | «Beating Gets Faster»              | Andy McCoy, Michael Monroe | 3:51     |  |
| 9.  | «Ice Cream Summer»                 | Andy McCoy                 | 5:11     |  |
| 10. | «Back to Mystery City»             | Andy McCoy                 | 5:02     |  |

## Créditos
- Michael Monroe – voz, saxofón, armónica
- Andy McCoy – guitarra
- Nasty Suicide – guitarra
- Sami Yaffa – bajo
- Razzle – batería

## Listas de éxitos
| Año  | Lista           | Posición |
| ---- | --------------- | -------- |
| 1983 | UK Albums Chart | 87       |